# Hexatoma (Eriocera) atricornis
Hexatoma (Eriocera) atricornis is een tweevleugelige uit de familie steltmuggen (Limoniidae). De soort komt voor in het Oriëntaals gebied.